# Harpurostreptus matarae
Harpurostreptus matarae är en mångfotingart som beskrevs av Carl. Harpurostreptus matarae ingår i släktet Harpurostreptus och familjen Harpagophoridae. Inga underarter finns listade i Catalogue of Life.